# 공주 국선사 천룡도
공주 국선사 천룡도(公州 國僊寺 天龍圖)는 대한민국 충청남도 공주시 정안면 사현리, 국선사에 있는 불화이다. 2016년 3월 10일 충청남도 유형문화재 제236호로 지정되었다.

## 참고 자료
- 공주 국선사 천룡도 - 국가유산청 국가유산포털